# Willibald Sauerländer

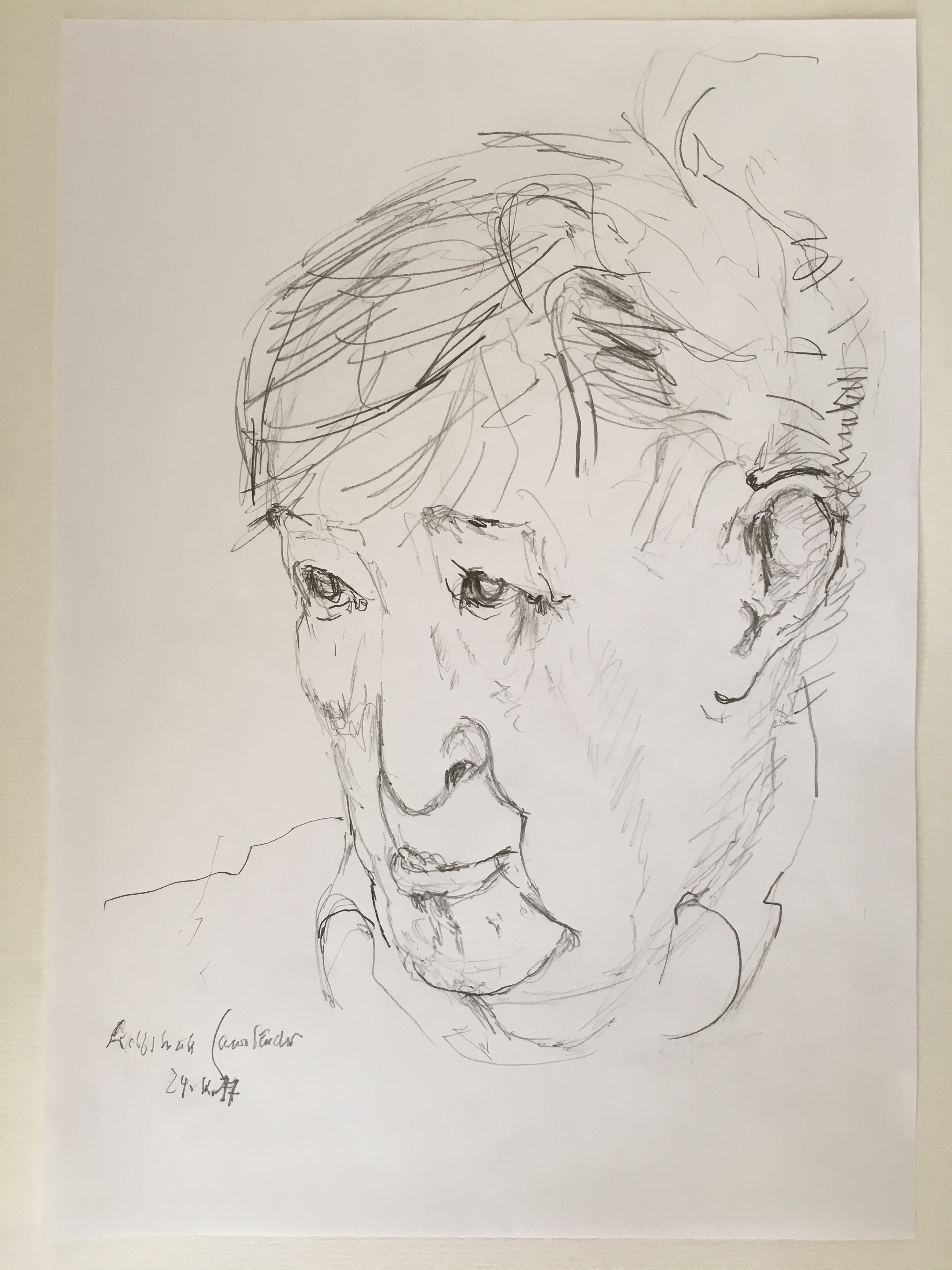
Willibald Sauerländer, Bleistift auf Papier, 2017 gezeichnet von Sybille Moser-Ernst

Willibald Sauerländer (* 29. Februar 1924 in Waldsee; † 18. April 2018 in München) war ein deutscher Kunsthistoriker.

## Leben
Sauerländer studierte ab 1946 an der Ludwig-Maximilians-Universität München und wurde 1953 in München im Fach Kunstgeschichte unter Hans Jantzen mit einer Dissertation über „Das gotische Figurenportal in Frankreich“ promoviert. Von 1954 bis 1959 arbeitete er als Lecteur allemand und Fremdenführer in Paris. Von 1959 bis 1961 war er Wissenschaftlicher Assistent an der Universität Marburg.
Nach einem Aufenthalt als Visiting Member am Institute for Advanced Study in Princeton (1961/62) habilitierte Sauerländer sich und war von 1962 bis 1970 Professor an der Universität Freiburg i. Br., 1964/65 und 1970 Visiting Professor an der New York University, sowie von 1970 bis zu seiner Emeritierung 1989 Direktor am Zentralinstitut für Kunstgeschichte in München. 1973 wurde Sauerländer zum ordentlichen Mitglied der Bayerischen Akademie der Wissenschaften gewählt. Zudem war er 1988 Gründungsmitglied der Academia Europaea, 1991 wurde er als korrespondierendes Mitglied in die British Academy aufgenommen.
Weitere Auslandsaufenthalte nach seiner Pensionierung schlossen sich 1984/85 (Visiting Professor, Harvard University), 1989 (Visiting Professor, Berkeley), 1991 (Mellon Lecturer, Washington) und 1992 (Visiting Professor, New York) an.
Seit 1993 schrieb Sauerländer als freier Mitarbeiter für die Süddeutsche Zeitung. 1994 wurde er in die American Academy of Arts and Sciences gewählt.
Das Zentralinstitut für Kunstgeschichte in München vergibt ihm zu Ehren seit 2019 den Willibald-Sauerländer-Preis. Der internationale Nachwuchsförderpreis wird gestiftet vom Verein der Freunde des Zentralinstituts für Kunstgeschichte e. V. CONIVNCTA FLORESCIT und fördert Forschungen zur Kunstgeschichte als Wissensgeschichte, zur Geschichte der Disziplin und ihrer Methoden.

## Schüler und Schülerinnen in München (Auswahl)
- 1974: Promotion von Lorenz Seelig (Studien zu Martin van den Bogaert gen. Desjardins (1637–1694).)[4]
- 1976: Promotion von Hans Ottomeyer (Das frühe Œuvre Charles Perciers. Zu den Anfängen des Historismus in Frankreich.)[5]
- 1994: Promotion von Katharina Hantschmann (Die Nymphenburger Porzellanmanufaktur 1797–1847. Kunstanstalt und Wirtschaftsunternehmen.)

## Ehrungen und Auszeichnungen
- Ehrendoktor der Universität Straßburg
- Perfezionato d’Honore Scuola, Pisa
- Mitglied deutscher und ausländischer Akademien
- assoziiertes Mitglied der Académie des Inscriptions et Belles-Lettres
- Bundesverdienstkreuz 1. Klasse (1982)
- Bayerischer Maximiliansorden für Wissenschaft und Kunst (1995)
- Grand Prix de la Société française d’archéologie (2007)

## Publikationen (Auswahl)
- Die Natur im Stundenglas der Zeit. Poussins Landschaften. C.H. Beck, München 2024, ISBN 978-3-406-81186-9.
- Manet malt Monet. Ein Sommer in Argenteuil. C.H. Beck, München 2012, ISBN 978-3-406-64324-8.
- Der katholische Rubens. Heilige und Märtyrer. C.H. Beck, München 2011, ISBN 978-3-406-62362-2.
- Die Luft auf der Spitze des Pinsels. Kritische Spaziergänge durch Bildersäle. Hanser, München u. a. 2002, ISBN 3-446-20228-5.
- Geschichte der Kunst – Gegenwart der Kritik. Gesammelte Aufsätze. DuMont, Köln 1999, ISBN 3-7701-4815-0.
- Das Jahrhundert der großen Kathedralen. 1140–1260 (= Gotik. Bd. 1 = Universum der Kunst. Deutsche Ausgabe. Bd. 36). C. H. Beck, München 1990, ISBN 3-406-33445-8.
- Das Königsportal in Chartres. Heilsgeschichte und Lebenswirklichkeit (= Fischer 3911 Kunststück). Fischer-Taschenbuch-Verlag, Frankfurt am Main 1984, ISBN 3-596-23911-7.
- Gotische Skulptur in Frankreich. 1140–1270. Hirmer, München 1970, ISBN 3-7774-2360-2.
- Nachwort in Die Bronzetür von Nowgorod (= Piper-Bücherei. 185, ZDB-ID 253874x). R. Piper & Co, München 1963.
- Nachwort in Das Königsportal von Chartres (= Piper-Bücherei. 166). Aufnahmen von Walter Dräyer. R. Piper & Co, München 1962.
- Das gotische Figurenportal in Frankreich: Studien zur Geschichte der französischen Portalskulptur von Chartres West bis zum Reimser Josephsmeister. Dissertation. München, 1953.
- Die Kathedrale von Chartres. Stuttgart: Günther, 1954.
- Beiträge zur Geschichte der „frühgotischen“ Skulptur. In: Zeitschrift für Kunstgeschichte Band 19, 1956, S. 1–34.
- Die Jahreszeiten: Ein Beitrag zur allegorischen Landschaft beim späten Poussin. In: Münchner Jahrbuch der bildenden Kunst, Bd. 7, 1956, S. 169–184.
- Die Marienkrönungsportale von Senlis und Mantes. In: Wallraf-Richartz-Jahrbuch 20, 1958, S. 115–162.
- Die kunstgeschichtliche Stellung der Westportale von Notre Dame in Paris. In: Marburger Jahrbuch für Kunstwissenschaft, Band 17, 1959, S. 1–56.
- Les modèles de la Renaissance macédonnienne dans la sculpture de Paris et d’Amiens au début du XIII. siècle. In: Actes du XIXe Congrès international d’histoire de l’art, Paris, 1959, S. 125–133.
- Sens and York: An Inquiry into the Sculptures from St. Mary’s Abbey in the Yorkshire Museum. In: Journal of the British Archaeological Association 22, 1959, S. 53–69.
- Skulpturen des 12. Jahrhunderts in Chalons-sur-Marne. In: Zeitschrift für Kunstgeschichte 25, 1962, S. 97–124.
- Cathédrales. Art de France, Bd. 3, 1963, S. 210–219.
- Jean-Antoine Houdon: Voltaire. Reclam, Stuttgart, 1963.
- Die Skulptur des Mittelalters. Ullstein, Frankfurt am Main, 1963.
- Tombeaux chartrains du premier quart du XIIIe siècle. In: L’Information d’histoire de l’art 9, 1964, S. 47–60.
- Die Kathedrale von Chartres, in: Erich Steingräber (Hrsg.): Meilensteine europäischer Kunst. München, 1965, S. 131–170.
- Von Sens bis Strassburg: Ein Beitrag Zur Kunstgeschichtlichen Stellung der Strassburger Querhausskulpturen. Berlin: Walter De Gruyter, 1966.
- Über die Komposition des Weltgerichtstympanons in Autun. In: Zeitschrift für Kunstgeschichte, Bd. 29, 1966, S. 261–294.
- Das Stiftergrabmal des Grafen Eberhard in der Klosterkirche zu Murbach. In: Kurt Badt and Martin Gosebruch (Hrsg.): Amici amico: Festschrift für Werner Gross zu seinem 65. Geburtstag am 25. 11. 1966. Fink, München, 1968, S. 59–77.
- Über die ursprüngliche Reihenfolge von Fragonards „Amours des Bergers“. In: Münchner Jahrbuch der bildenden Kunst, Bd. 19, 1968, S. 127–156.
- Sculpture on Early Gothic Churches: The State of Research and Open Questions. In: Gesta, Bd. 9, Nr. 2, 1970, S. 32–48.
- Die kunstgeschichtliche Stellung der Figurenportale des 13. Jahrhunderts in Westfalen. In: Westfalen, Bd. 49, 1971, S. 1–76.
- Cluny und Speyer. In: Josef Fleckenstein (Hrsg.): Investiturstreit und Reichsverfassung. Sigmaringen, 1973, S. 9–32.
- Zu dem romanischen Kruzifix von Moissac. In: Peter Bloch and Tilmann Buddensieg (Hrsg.): Intuition und Kunstwissenschaft. Berlin, 1973, S. 303–317.
- Erweiterung des Denkmalbegriffs? In: Denkmalpflege, 1975, S. 187–201.
- Reims und Bamberg: Zu Art und Umfang der Übernahmen. In: Zeitschrift für Kunstgeschichte, Bd. 39, 1976, S. 167–192.
- Spätstaufische Skulpturen in Sachsen und Thüringen: Überlegungen zum Stand der Forschung. In: Zeitschrift für Kunstgeschichte, Bd. 41, 1978, S. 181–216.
- Die Naumburger Stifterfiguren. In: Reiner Haussherr, Christian Väterlein (Hrsg.): Die Zeit der Staufer, 5. Supplement: Vorträge und Forschungen. Stuttgart, 1979, S. 169–245.
- Architecture and the Figurative Arts: The North. In: Robert L. Benson, Giles Constable (Hrsg.): Renaissance and Renewal in the Twelfth Century. Oxford, 1982, S. 671–710.
- From ‘Stilus’ to Style: Reflection on the Fate of a Notion. In: Art History, Bd. 6, 1983, S. 253–270. (dt. u. d. T. Von Stilus zu Stil: Reflexionen über das Schicksal eines Begriffs.) In: Caecilie Weissert (Hrsg.): Stil in der Kunstgeschichte. Darmstadt, 2009, S. 102–122.
- Davids ‚Morat à son dernier soupir‘ oder Malerei und Terreur. In: Idea, Bd. 2, 1983, S. 49–88.
- Stiftergedenken und Stifterfiguren in Naumburg. In: Karl Schmid, Joachim Wollasch (Hrsg.): Memoria. München, 1984, S. 354–383.
- Der Kunsthistoriker angesichts des entlaufenen Kunstbegriffs: Zerfällt das Paradigma einer Disziplin? In: Jahrbuch des Zentralinstituts für Kunstgeschichte, Bd. 1, 1985, S. 375–399.
- La cultura figurativa emiliana in età romanica. In: Nicholaus e l’arte del suo tempo, Bd. 1, 1985, S. 51–92.
- Die gotische Kathedralfassade. In: Werner Busch (Hrsg.): Kunst. Weinheim, 1987, S. 54–79.
- Style or Transition? The Fallacies of Classification Discussed in the Light of German Architecture 1190–1260. In: Architectural History, Bd. 30, 1987, S. 1–29.
- Medieval Paris, Center of European Taste: Fame and Realities. In: George Mauner (Hrsg.): Paris. Abington, 1988, S. 12–45.
- Architecture gothique et mise en scène des reliques : l’exemple de la Sainte-Chapelle. In: Christine Hediger (Hrsg.): La Sainte-Chapelle de Paris. Turnhout, 2007, S. 113–136.
- Romanesque Art 2000: A Worn Out Notion? In: Colum Hourihane (Hrsg.): Romanesque Art and Thought in the Twelfth Century. Princeton, NJ, 2008, S. 40–56.
- Transzendenz nach dem Tode Gottes? Barnett Newmans ‚Stations of the Cross‘ und Mark Rothkos „Chapel“. In: Markus Kleinert (Hrsg.): Kunst und Religion, Mainz, 2010, S. 79–108.
- Kunststadt München? Unterbrochene Lebenswege. München, 2012.
- Willibald Sauerländer im Gespräch mit Sybille Moser-Ernst, Über Gombrichs Verhältnis zur Moderne (Ein Interview). In: Sybille Moser-Ernst (ed.): ART and the MIND – Ernst H. GOMBRICH Mit dem Steckenpferd unterwegs, Göttingen, 2018, S. 221–239.